# Probopyrus gangeticus
Probopyrus gangeticus är en kräftdjursart som beskrevs av Goverdhan Lal Chopra 1923. Probopyrus gangeticus ingår i släktet Probopyrus och familjen Bopyridae. Inga underarter finns listade i Catalogue of Life.